# Джильберто Нолетті
Джильберто Нолетті (італ. Gilberto Noletti, нар. 9 травня 1941, Кузано-Міланіно — 28 квітня 2024, Форлі) — італійський футболіст, що грав на позиції захисника.
Виступав, зокрема, за «Мілан», з яким був володарем Кубка Італії, а також молодіжну збірну Італії.

## Клубна кар'єра
У дорослому футболі дебютував 1959 року виступами за команду клубу «Мілан», в якій провів два сезони, взявши участь лише у 3 матчах чемпіонату.
Згодом з 1961 по 1963 рік грав на правах оренди у складі команд клубів «Лаціо» та «Ювентус».
До складу «Мілану» повернувся 1963 року. Цього разу відіграв за «россонері» наступні чотири сезони своєї ігрової кар'єри.
Протягом 1967—1973 років захищав кольори клубів «Сампдорія», «Лекко», «Соренто» та «Казертана».
Завершив професійну ігрову кар'єру у клубі «Гроссето», за команду якого виступав протягом 1973—1976 років.

## Виступи за збірну
Протягом 1959—1963 років залучався до складу молодіжної збірної Італії. На молодіжному рівні зіграв у 16 офіційних матчах. У складі збірної був учасником футбольного турніру на Олімпійських іграх 1960 року у Римі.

## Титули і досягнення
- Переможець Середземноморських ігор: 1959, 1963
- Володар Кубка Італії (1):

«Мілан»: 1966–67